# Марочкин, Иван Андреевич
Иван Андреевич Марочкин (25 февраля 1947, Брянск) — советский футболист, защитник, российский тренер. Мастер спорта СССР (1968).
Всю карьеру провёл в брянском «Динамо». В 1965—1980 годах за 16 сезонов в третьем эшелоне (1969 — во 2-й группе класса «А») провёл 533 игры, забил 35 мячей. В 1974—1980 годах годах был капитаном команды.
Работал тренером в брянских ДЮСШ ГорОНО, секции завода «Дормаш». Главный тренер команды БГСХА Кокино (чемпионат Брянской области 2008), «Локомотива» Брянск (чемпионат Брянской области, 1 дивизион, 2014)